# Венді Джо Спербер
Венді Джо Спербер (англ. Wendie Jo Sperber, (15 вересня 1958 — 29 листопада 2005) — американська акторка, відома своїми ролями у фільмах «Хочу тримати тебе за руку» (1978), «Холостяцька вечірка», «Назад у майбутнє» (1985), а також телевізійних ситкомах «Bosom Buddies» (1980—1982) та «Рядовий Бенджамін» (1982—1983).

## Життєпис
Народилася в Голлівуді, штат Каліфорнія, у родині Бертона Сеймура Спербера та Шарлін Марі (уроджена Хіршон) Спербер, і мала трьох братів і сестер (Елліс, Мішель і Річард).
Почала свою екранну кар'єру в 19 років, коли її взяли на невелику роль Кучінскі в підлітковому фільмі Метью Роббінса Літо в пошуках «Корвета» 1978 року разом з Марком Хеміллом і Енні Поттс. Потім вона з'явилася в комедії Роберта Земекіса Хочу тримати тебе за руку в ролі Розі Петрофскі. (Entertainment Weekly описав Розі як «кричущого бітломана, який, серед іншого, лазив у ліфтові шахти»).
Зіграла головну роль у телевізійному фільмі «Дінкі Хокер», ABC Afterschool Special, у якому йдеться про спроби підлітка приховати свої почуття, їдячи. Фізична комедія Спербера показана у фільмі Стівена Спілберга «1941». Земекіс, який також працював над «1941», повернув її на великий екран у 1980 році, коли вона зіграла роль у його комедії «Вживані автомобілі», але того року Спербер стали сприймати серйозніше на телебаченні.
Її взяли на роль Емі Кессіді — персонажа, який був кумедним, романтичним і бурхливим — у серіалі «Bosom Buddies» з Томом Генксом і Пітером Сколарі в головних ролях. Після скасування серіалу в 1982 році Спербер протягом року працювала над серіалом «Рядовий Бенджамін». Потім вона відновила свою повнометражну роботу в 1984 році в фільмі «Холостяцька вечірка», режисер Ніл Ізраель. Ізраїль знову залучив її до фільму «Moving Violations» у 1985 році. Того ж року вона знялася в ролі Лінди Макфлай у надзвичайно успішному фільмі Земекіса «Назад у майбутнє». Вона повторила свою роль Лінди у «Назад у майбутнє 3».
Після «Назад у майбутнє» Спербер повернулася на телебачення і знялася в комедії «Крихітки» про трьох -сестер; але серіал був скасований через один сезон. У 1994 році Спербер отримала головну роль другого плану в телесеріалі CBS Hearts Fire. У 1998 році вона зіграла гостьову роль Ейпріл, прибиральниці та музи Грейс, у дванадцятому епізоді Вілл і Грейс. Її останньою роботою було озвучення персонажа в мультсеріалі Американський тато! (епізод під назвою «Роджер і я»), який вийшов у 2006 році, після її смерті.
У 1997 році у Спербер діагностували рак молочної залози, який, здавалося, пішов у ремісію після лікування. У квітні 2002 року вона повідомила, що рак дав метастази по всьому її тілу, і до середини 2004 року вона пройшла експериментальну променеву терапію мозку. Протягом цього періоду вона продовжувала зніматися на телебаченні та в кіно, включаючи епізоди «Назавжди нещасливі», «Покращення дому», «Вілл і Грейс», «Приземлені до життя», а також фільми «Відчайдушні, але не серйозні» (1999) і «Хлопці жіночого клубу» (2002).
Померла 29 листопада 2005 року у Лос-Анджелесі у віці 47 років.

## Громадська діяльність
Окрім роботи на телебаченні та в кіно, Спербер також була засновницею weSPARK Cancer Support Centre, незалежної організації, створеної в 2001 році для допомоги людям та їхнім родинам, які борються з різними формами раку, шляхом безкоштовної емоційної підтримки, надання інформації та соціальних заходів. Спербер також була членом ради директорів і писала щоквартальний інформаційний бюлетень. Відповідно до одного з останніх відомих інтерв'ю Терри Веллінгтон зі Спербер, організація weSPARK була її головною справою та зусиллями в останній рік її життя, коли вона заявила: «Вся ідея програмування weSPARK полягала в тому, що я не хотіла людей зайти в кімнату і попросити терапевта запитати, як вони себе почувають. Мені хотілося підтримки однолітків».

## Особисте життя
Була в шлюбі із Річардом Веласкесом (у 1983—1994 роках). Мала двох дітей — сина Престона (народився 1986) та доньку Перл (народилася 1990).

## Фільмографія
| Рік  | Назва                                     | Роль                 | Примітки              |
| ---- | ----------------------------------------- | -------------------- | --------------------- |
| 1978 | Хочу тримати тебе за руку                 | Rosie Petrofsky      |                       |
| 1978 | Літо в пошуках «Корвета»                  | Kuchinsky            |                       |
| 1978 | Бріолін                                   | Dancer               | Uncredited            |
| 1979 | 1941                                      | Maxine Dexheimer     |                       |
| 1979 | Dinky Hocker                              | Susan 'Dinky' Hocker | TV movie              |
| 1980 | Вживані автомобілі                        | Nervous Nona         |                       |
| 1983 | The First Time                            | Eileen               |                       |
| 1984 | Холостяцька вечірка                       | Dr. Tina Gassko      |                       |
| 1985 | Moving Violations                         | Joan Pudillo         |                       |
| 1985 | Назад у майбутнє                          | Лінда МакФлай        |                       |
| 1986 | Stewardess School                         | Jolean Winters       |                       |
| 1987 | Delta Fever                               | Claire               |                       |
| 1990 | The Image                                 | Anita Cox            | TV movie              |
| 1990 | Назад у майбутнє 3                        | Лінда МакФлай        |                       |
| 1994 | Mr. Write                                 | Roz                  |                       |
| 1994 | Love Affair                               | Helen                |                       |
| 1995 | Mr. Payback: An Interactive Movie         | Woman With Kitten    |                       |
| 1995 | The Return of Hunter                      | Lucille              | TV movie              |
| 1996 | Big Packages                              |                      |                       |
| 1999 | Desperate But Not Serious                 | Landlady             |                       |
| 2000 | Pissed                                    | Wendy                |                       |
| 2002 | Sorority Boys                             | Professor Bendler    |                       |
| 2003 | My Dinner with Jimi                       | Louella              |                       |
| 2010 | Take 22: Behind the Scenes of Sequestered | Cece                 | (остання роль у кіно) |